# Glioxal
Glioxalul (denumirea IUPAC de oxaldehidă sau etandial) este un compus organic cu formula chimică OCHCHO. Este un lichid gălbui care se evaporă trecând într-un gaz de culoare verde. Glioxalul este cea mai mică dialdehidă (un compus cu două grupe aldehidă). Structura sa este mult mai complicată decât cea reprezentată în formula structurală, întrucât molecula se hidratează și oligomerizează. Este produs industrial pentru a fi utilizat ca și precursor în sinteza organică.

## Producere
Se poate obține din formaldehidă prin dimerizare.
Oxidarea naftalinei cu ozon produce aldehidă ftalică și glioxal.
Industrial se produce prin oxidarea acetaldehidei cu acid azotic.

## Proprietăți
Formează hidrați.